# 티볼리 (놀이공원)

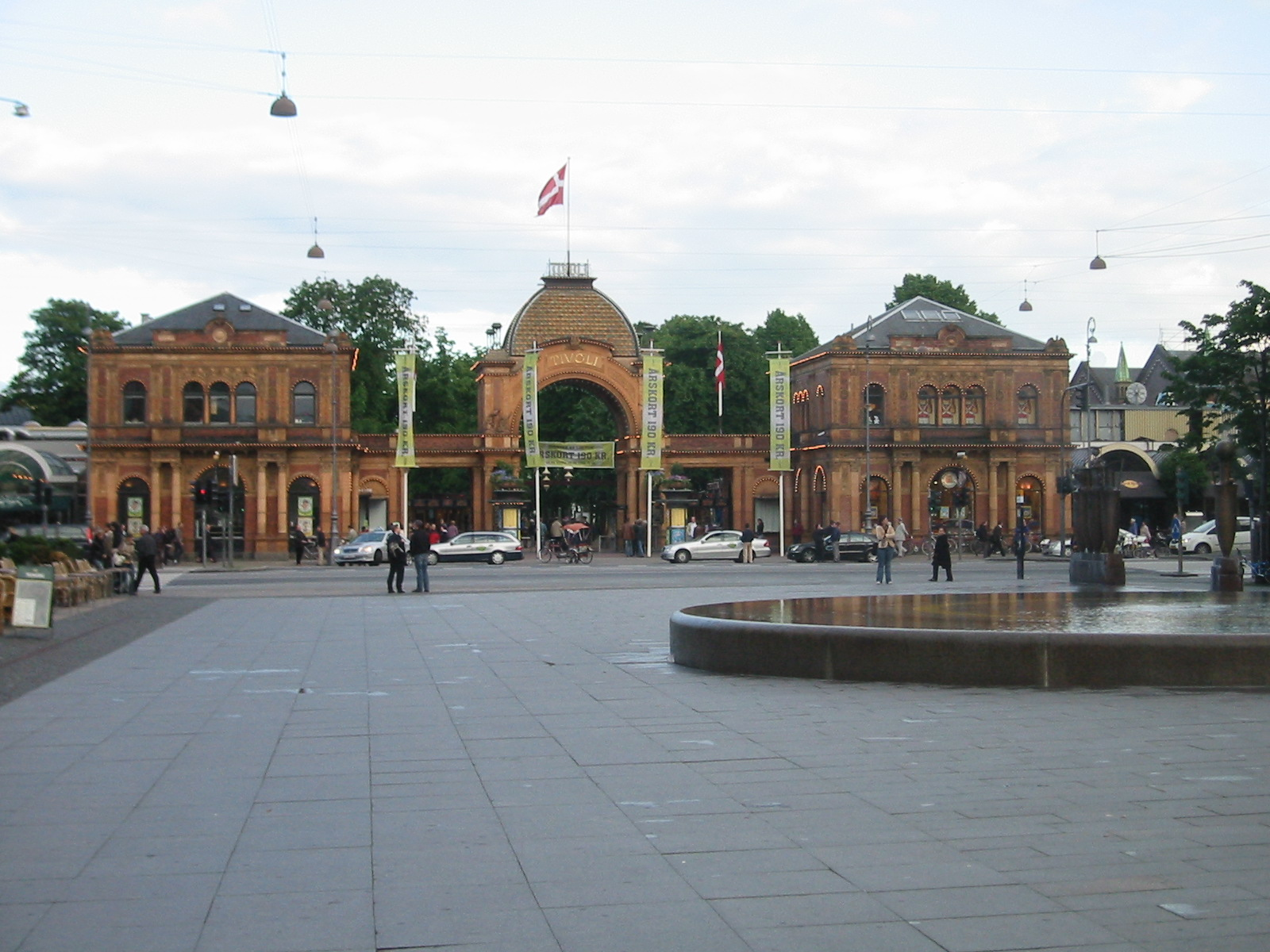
티볼리 입구

티볼리(덴마크어: Tivoli)는 덴마크 코펜하겐에 위치한 놀이공원이다. 코펜하겐 중앙역 건너편에 위치해 있는 어른들을 위한 공원이며 덴마크에서 가장 큰 놀이공원이다.
1843년 8월 15일에 도시의 해자 바깥에 개장해 도시가 팽창하면서 도심에 위치하게 됐다. 세계에서 가장 오래된 테마 파크 중 하나로, 월트 디즈니가 디즈니 랜드를 설계할 때 영감을 받은 곳으로도 알려졌다.
공원 안에는 갖가지 문화 시설, 야외 음악당, 극장, 놀이기구가 있다. 가장 유명한 놀이기구 중 하나는 1914년에 생긴 목재 롤러코스터로, 지금도 직원이 탑승해서 브레이크를 작동시킨다. 밤에는 수천개의 조명에 한번에 불이 들어와 장관을 이룬다.
19세기 후반에서 20세기 초반 동안 인간 동물원으로 운영된 역사가 있다.